# امیروار
امیروار (به لاتین: Əmirvar) منطقه‌ای مسکونی در جمهوری آذربایجان است که در شهرستان داش‌کسن واقع شده است. امیروار ۸۰۳ نفر جمعیت دارد.